# Dálniční křižovatka Frankfurter Kreuz

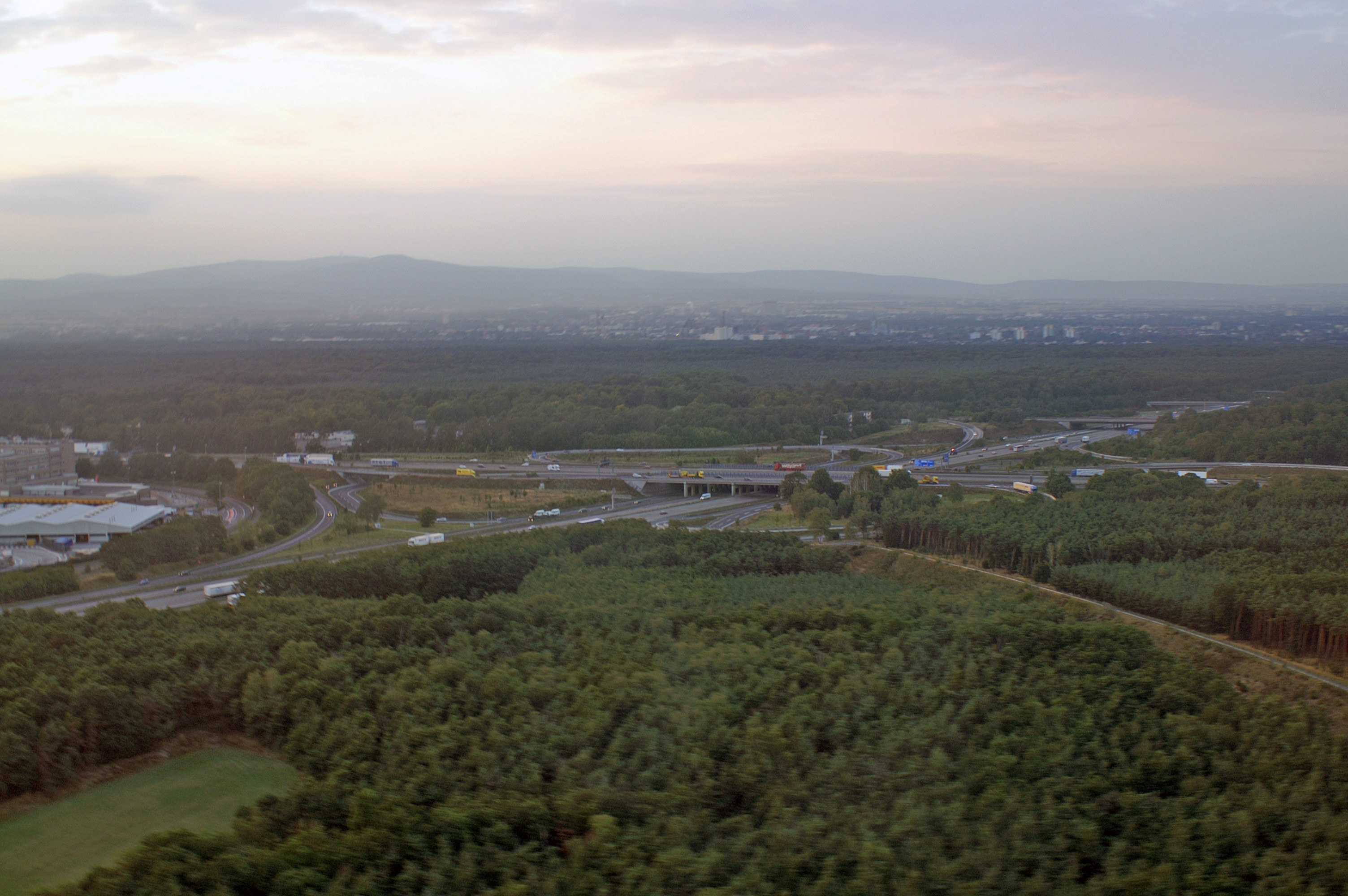
Dálniční křižovatka Frankfurter Kreuz při pohledu z jihozápadu.

Autobahnkreuz Frankfurter Kreuz (zkráceně též Frankfurter Kreuz; zkratka AK Frankfurter Kreuz) je křižovatka dálnice A3 s dálnicí A5 v Německu. Nachází se ve spolkové zemi Hesensko u města Frankfurt nad Mohanem.

## Poloha
Dálniční křižovatka leží na území města Frankfurt nad Mohanem. Je vzdálena zhruba 10 km na jihozápad od středu města. Hned vedle křižovatky, směrem k západu, se rozkládá mezinárodní letiště Frankfurt nad Mohanem. V těsné blízkosti, západně od křižovatky, se nachází město Kelsterbach. Směrem na jih, resp. na jihovýchod leží města Mörfelden-Walldorf a Neu-Isenburg, Křižovatka se nachází v Rýnsko-mohanské nížině, poblíž řeky Mohan, uprostřed rozsáhlých frankfurtských a mörfeldských lesů.
Zvláštností pro tuto křižovatku je, že se pod ní nachází dva železniční tunely, jimiž prochází vysokorychlostní trať Kolín nad Rýnem - Letiště Frankfurt nad Mohanem - Frankfurt nad Mohanem, resp. Kolín nad Rýnem - Letiště Frankfurt nad Mohanem - Mannheim.
Nejbližší větší města jsou Frankfurt nad Mohanem (asi 4 km po dálnici A 5 na sever), Darmstadt (asi 18 km po dálnici A 5 na jih), Wiesbaden (asi 30 km po dálnici A 3 na západ) a Aschaffenburg (asi 40 km po dálnici A 3 na východ).

## Popis
Dálniční křižovatka Frakfurter Kreuz je mimoúrovňová křižovatka dálnice A 3, procházející severozápado-jihovýchodním směrem (Elten - Oberhausen - Kolín nad Rýnem - Frankfurt nad Mohanem - Norimberk - Pasov) a dálnice A 5 procházející severo-jižním směrem (Hattenbacher Dreieck - Frankfurt nad Mohanem - Heidelberg - Karlsruhe - Basilej). Současně se na ní kříží i evropská silnice E42, a to západo-východním směrem, a evropská silnice E451. Na dálnici A 3 je křižovatka označena jako sjezd 50 a na dálnici A 5 jako sjezd 22.
Dálniční křižovatka Frankfurter Kreuz je provedena jako čtyřlístková čtyřramenná mimoúrovňová křižovatka. Současná podoba je výsledkem úpravy, při níž byly jednotlivé průplety nahrazeny přemostěním.
Samotná dálniční křižovatka je spojena s dálničním sjezdem na spolkovou silnici B 43, která se nachází v těsné blízkosti křižovatky, a to tak, že na kolektory podél dálnice A 5 jsou napojeny odbočující a připojující rampy spojující dálnici A 5 s touto silnicí. Vzhledem k tomu, že tento sjezd je spojen s dálniční křižovatkou, není formálně považován za samostatný sjezdy, tj. nemá vlastní pojmenování ani číslo.

## Historie výstavby
S dálniční křižovatkou Frankfurter Kreuz se počítalo již od prvních úvah o vybudování dálniční sítě v Německu, neboť již v prvních plánech se počítalo s dálničními tahy spojující Hamburk s Basilejí a Porúří s Mnichovem s tím, že se budou křížit u Frankfurtu nad Mohanem. V první polovině 30. let 20. století byla pro ni vybrána taková poloha, která umožňovala dálniční napojení na tehdyho budovaného frankfurtského letiště a v roce 1936 bylo rozhodnuto, že křižovatka bude mít podobu čtyřlístkového typu; při její následné přípravě potom sloužila jako předloha dálniční křižovatka Schkeuditzer Kreuz, která byla coby první čtyřramenná dálniční křižovatka v témže roce zprovozněna.
Výstavba dálniční křižovatky započala v roce 1939. V té době byl již dálniční tah dnešní dálnice A 5 v úseku Frankfurt nad Mohanem - Darmstadt v provozu a dálniční tah dnešní dálnice A 3 v úseku Oberhausen - Frankfurt nad Mohanem byl zčásti v provozu a zčásti ve výstavbě. Na výstavbu dálniční křižovatky byl navázán navazující úsek dálnice A 3 po dnešní dálniční křižovatku Wiesbadener Kreuz. V roce 1942 ale byla výstavba jak křižovatky, tak i navazujícího úseku dálnice A 3 přerušeny.
V roce 1953 byla výstavba jako jedna z prvních obnovena. Z dopravního pohledu se totiž jednalo o klíčový úsek, neboť představoval poslední mezeru v dálničním spojení měst Mnichov, Frankfurt nad Mohanem, Kolín nad Rýnem a Düsseldorf. Dnešní dálnice A 5 byla v té době v okolí Frankfurtu již v provozu (dálniční tah dále pokračoval na jih až ke Karlsruhe) a dnešní dálnice A 3 byla v úseku od Oberhausenu po dnešní dálniční křižovatku Wiesbadener Kreuz od roku 1940 v celé délce také v provozu. Avšak oba celky nebyly kvůli nedokončené křižovatce a úseku dálnice A 3 od křižovatky po dnešní dálniční křižovatku Wiesbadener Kreuz propojené, pročež se k přejezdu z jedné dálnice na druhou používala objížďka přes Hofheim a Frankfurt nad Mohanem.
Zprovozněna byla dálniční křižovatka v roce 1956, a to ve všech čtyřech směrech (byl zprovozněn i krátký úsek dnešní dálnice A 3 směrem na východ od křižovatky). Tím se stala první čtyřramennou dálniční křižovatkou, která byla zcela zprovozněna na území Západního Německa, neboť dvě do té doby zcela zprovozněné dálniční křižovatky, dálniční křižovatka Schkeuditzer Kreuz a dálniční křižovatka Hermsdorfer Kreuz, se v té době nacházely na území Německé demokratické republiky a dálniční křižovatka Kamener Kreuz byla sice stavebně dokončena, ale nebyla zcela zprovozněna, protože dosud chyběly oba navazující úseky dálnice A 1.
Již na začátku 70. let 20. století byla kvůli rostoucímu dopravnímu zatížení dálniční křižovatka poprvé přestavěna. Při této přestavbě byly kolektory v celé své délce stavebně odděleny od hlavních tahů. Mimoto byla vybudována dálnice A 67, která měla v úseku dálniční křižovatka Mönchhof-Dreieck - dálniční křižovatka Darmstädter Kreuz vytvořit zkratku a odlehčit křižovatce.
K další přestavbě došlo v letech 1995 až 2000. V té době projelo křižovatkou denně v průměru více než čtvrt milionu vozidel, pročež se projevovala největší nevýhoda čtyřlístkového typu dálniční křižovatky - omezená kapacita a s tím související vznik kolon na vratných rampách a v průpletových úsecích. Cílem této přestavby bylo odstranění průpletových úseků jejich nahrazením přemostěním, neboli vytvoření mimoúrovňového vykřížení připojujícího pruhu s odbočujícím pruhem. Přestavba byla dokončena v roce 2000, přičemž spolu s ní bylo realizováno ještě rozšíření počtu jízdních pruhů na hlavních tazích, napojení na spolkovou silnici B 43 nacházející se v těsné blízkosti křižovatky a vybudování tunelů vysokorychlostní trati pod křižovatkou.

## Dopravní zatížení
Dálniční křižovatka Frankfurter Kreuz je nejvytíženější dálniční křižovatkou v Německu a patří i mezi nejvytíženější v Evropě. Projede jí v průměru 335 000 vozidel denně. V době zprovoznění projelo křižovatkou v průměru necelých 7000 vozidel, o deset let později, v roce 1967 stoupl tento počet na 130 000 vozidel, v roce 1977 to bylo přes 156 000 vozidel, v roce 1987 pak 240 000 vozidel a v roce 1997 necelých 300 000 vozidel. V roce 2006, tedy padesát let od jejího zprovoznění projelo křižovatkou v průměru přes 310 000 vozidel denně, tedy asi 44x více než v roce zprovoznění.